# العلاقات البيلاروسية الفيتنامية
العلاقات البيلاروسية الفيتنامية هي العلاقات الثنائية التي تجمع بين روسيا البيضاء وفيتنام.

## مقارنة بين البلدين
هذه مقارنة عامة ومرجعية للدولتين:
| وجه المقارنة                                              | روسيا البيضاء                    | فيتنام           |
| --------------------------------------------------------- | -------------------------------- | ---------------- |
| المساحة (كم2)                                             | 207.60 ألف                       | 331.69 ألف       |
| عدد السكان (نسمة)                                         | 9.50 مليون                       | 94.66 مليون      |
| الكثافة السكانية (ن./كم²)                                 | 45.76                            | 285.39           |
| العاصمة                                                   | مينسك                            | هانوي            |
| اللغة الرسمية                                             | اللغة البيلاروسية، اللغة الروسية | اللغة الفيتنامية |
| العملة                                                    | روبل بلاروسي                     | دونغ فيتنامي     |
| الناتج المحلي الإجمالي (بليون دولار)                      | 54.44 مليار                      | 234.19 مليار     |
| الناتج المحلي الإجمالي (تعادل القوة الشرائية) بليون دولار | 168.35 مليار                     | 553.42 مليار     |
| الناتج المحلي الإجمالي الاسمي للفرد دولار أمريكي          | 5.74 ألف                         | 2.48 ألف         |
| الناتج المحلي الإجمالي للفرد دولار أمريكي                 | 18.18 ألف                        | 5.63 ألف         |
| مؤشر التنمية البشرية                                      | 0.798                            | 0.666            |
| رمز المكالمات الدولي                                      | +375                             | +84              |
| رمز الإنترنت                                              | .by، .бел                        | .vn              |
| المنطقة الزمنية                                           | ت ع م+03:00                      | ت ع م+07:00      |

## مدن متوأمة
في ما يلي قائمة باتفاقيات التوأمة بين مدن بيلاروسية وفيتنامية:
- ترتبط بارانافيتشي مع محافظة تهوا تهين هويه باتفاقية توأمة منذ 7 سبتمبر 1979.[13][13][13][13]

## منظمات دولية مشتركة
يشترك البلدان في عضوية مجموعة من المنظمات الدولية، منها:
| علم المنظمة | اسم المنظمة                        | تاريخ انضمام روسيا البيضاء | تاريخ انضمام فيتنام |
| ----------- | ---------------------------------- | -------------------------- | ------------------- |
|             | مؤسسة التمويل الدولية              | 2 نوفمبر 1992              | 4 أغسطس 1967        |
|             | منظمة حظر الأسلحة الكيميائية       | ?                          | ?                   |
|             | الأمم المتحدة                      | 24 أكتوبر 1945             | 20 سبتمبر 1977      |
|             | الاتحاد الدولي للاتصالات           | 7 مايو 1947                | 24 سبتمبر 1951      |
|             | منظمة الشرطة الجنائية الدولية      | ?                          | ?                   |
|             | البنك الدولي للإنشاء والتعمير      | 10 يوليو 1992              | 21 سبتمبر 1956      |
|             | الاتحاد البريدي العالمي            | ?                          | ?                   |
|             | وكالة ضمان الاستثمار متعدد الأطراف | 3 ديسمبر 1992              | 5 أكتوبر 1994       |
|             | يونسكو                             | 12 مايو 1954               | 6 يوليو 1951        |

## وصلات خارجية
- موقع وزارة الخارجية البيلاروسية
- موقع وزارة الخارجية الفيتنامية